# 米兰加巴
米兰加巴是巴西巴伊亚州的一个市镇。总面积1952.295平方公里，总人口16799人，人口密度8.6人/平方公里。